# 京急グループ
京急グループ（けいきゅうグループ）は、京浜急行電鉄株式会社（京急電鉄）を中核とする企業グループ。京急電鉄の公式サイトでは2018年11月時点で、交通事業10社（京急電鉄本体を除く）、不動産事業3社、レジャー・サービス事業17社、流通事業7社、その他15社を掲載しており、合計で50社を超える。
下記の各社の本社所在地や事業エリアは、京急本線とその周辺（東京都区部南部から神奈川県内）が多い。うち11社の本社は、京急電鉄が横浜市西区高島に建設した「京急グループ本社」ビル、2019年9月から10月にかけて移転・集約した。
特記無き事業者は全て株式会社である。

## 交通運輸事業

### 鉄道事業
- 京浜急行電鉄（神奈川県横浜市西区）

### バス
- 京浜急行バス（神奈川県横浜市西区）
- 川崎鶴見臨港バス（神奈川県川崎市川崎区）
- 東洋観光（神奈川県横須賀市）

### タクシー
- 京急交通（神奈川県鎌倉市）
- 京急横浜自動車（横浜市港南区）
- 京急文庫タクシー（横浜市金沢区）
- 京急中央交通（横須賀市）
- 京急葉山交通（神奈川県三浦郡葉山町）
- 京急三崎タクシー（神奈川県三浦市）

## 小売事業
- 京急百貨店（横浜市港南区）
  - 京急友の会（横浜市港南区） - 友の会運営組織
- 京急ストア（神奈川県横浜市西区）
  - 京急マリーンフーズ（東京都大田区）
- 京急ロイヤルフーズ（東京都大田区）
- エフ・クライミング（横浜市中区）

## ポイントサービス・クレジットカード
- 京急プレミアポイント
- 京急プレミアポイントカード - クレジットカード・ポイントカード

## 不動産事業
- 京急不動産（神奈川県横浜市西区）
- 京急建設（神奈川県横浜市西区)
- 臨港エステート（神奈川県川崎市川崎区）
- 京急バスリアルエステート（神奈川県横浜市西区） - 京急観光バスから改称

## レジャー・サービス事業
- 京急観光（東京都大田区）
- 京急開発（東京都大田区）
  - ビッグファン平和島（東京都大田区）
  - 天然温泉平和島（東京都大田区）
  - 平和島競艇場（東京都大田区）
  - ソレイユの丘 海と夕日の湯（横須賀市）
  - 黒湯天然温泉 みうら湯（横浜市南区弘明寺町）
  - stone spa phylica
- 葉山マリーナー（葉山町）
- 臨港コミュニティ（川崎市川崎区）
- 三崎観光（三浦市）- ホテル京急油壺観潮荘、京急油壺マリーナ、京急油壺温泉キャンプパークの運営

### ホテル・ホステル
- 京急イーエックスイン（神奈川県横浜市西区）
- 京急伊豆開発（静岡県伊豆の国市） - 伊豆長岡温泉京急ホテルの運営
- Rバンク（東京都目黒区）

### ゴルフ場
- 市原京急カントリークラブ（千葉県市原市）
- 長野京急カントリークラブ（長野県長野市）

## 教育関連事業
- 鴨居自動車学校（横浜市緑区）
- 学校法人京急学園（京急幼稚園）

## ビルメンテナンス関連事業
- 京急サービス（神奈川県横浜市西区）
- 京急ビジネス（神奈川県横浜市西区）
- 京急ビルマネジメント（神奈川県横浜市西区）
- 有限会社京急ファインサービス（横須賀市）
- 京急ビルテック（東京都大田区）
- 京急電機（川崎市川崎区）
- 京急建設（横浜市西区）
- 京急緑地開発（横浜市金沢区）

## その他関連会社
- 京急ファインテック（横浜市金沢区）
- 京急メモリアル（横浜市金沢区）
- 京急ウィズ（神奈川県逗子市）
- 京浜地域新聞（横浜市西区）
- 京急システム（神奈川県横浜市西区）
- 京急保険サービス（横浜市港南区）
- 京急スタッフ（東京都港区）
- 京急アドエンタープライズ （神奈川県横浜市西区）
- 京急アド交通メディアワーク（東京都港区）

## 一部出資会社
これらは京急グループではないが、一部出資している。
- ルミネウィング - 大船ルミネウィングの施設所有会社（持分法適用会社）
- 横浜新都市センター -（横浜ポルタ・そごう横浜店）の施設所有会社（持分法適用会社）
- 横浜スカイビル
- 東京汽船 - 子会社に東京湾フェリーがある。
- さいか屋
- 横須賀テレコムリサーチパーク
- 東京国際空港ターミナル
- 羽田みらい開発 - HANEDA INNOVATION CITYの事業主体
- 大田まちづくり公社
- Samurai Incubate Fund6号投資事業有限責任組合

### 鉄道会社
- 西武ホールディングス
- 横浜高速鉄道
- 横浜シーサイドライン

## 過去の関連企業・事業
- 京浜地下鉄道
- 菊屋デパート
  - 菊屋池袋分店（→西武池袋本店）
  - 菊屋高田馬場分店（→BIG BOX）
- 京浜興業 - 太平洋戦争下の大東急成立時に東横映画へ合併
- 京浜ジャイアンツ - 女子プロ野球チーム[3]。1959年解散。
- 京急日産自動車（川崎市川崎区） - 1980年頃解散。
- 京急物流（長野県千曲市） - 旧社名は京急更埴陸送。2005年6月に第一貨物へ売却、現在の長野第一物流。
  - 京急流通サービス - 京急物流（現：長野第一物流）の子会社で、現在の第一流通サービス。
- 三浦ディーエスダブリュ（三浦市） - 京急油壺マリンパークの完全子会社。2010年2月26日清算結了。
- 臨港グリーンバス株式会社 - 2010年12月、会社解散
- 京急環境ソリューション - 2013年度に京急サービスへ吸収合併
- ホテル京急 - 2013年3月会社清算結了
- ユニオネックス - 2013年4月に京急ストアへ吸収合併
- 臨港交通（川崎市幸区） - 2014年11月19日に飛鳥交通へ売却、現在の飛鳥交通川崎中央。
- 京急鉄道施設 - 2015年4月に京浜急行電鉄へ吸収合併
- ホテルグランパシフィック - 2016年5月売却、現グランドニッコー東京
- 京急バス地域子会社 - 全社2018年4月1日付で京急バスに吸収合併
  - 羽田京急バス（東京都港区）
  - 横浜京急バス（東京都港区）
  - 湘南京急バス（東京都港区）
- 株式会社京急ハウツ（横浜市金沢区） - 2018年10月1日付で京急ストアへ合併[4]
- 京急ステーションコマース（東京都港区） - 2019年4月1日付で京急ストアに吸収合併
- 品達
  - 品達品川（東京都港区・品川駅高架下） - 2020年3月31日付で閉館
  - 品達羽田（東京都大田区） - 2021年3月7日付で閉館
- 城ヶ島京急ホテル - 三崎観光により運営されていた。2020年4月27日より臨時休館しそのまま閉館[5]。跡地はヒューリックの建設・運営による高級温泉旅館「ふふ城ヶ島（仮）」として開業予定[6]。
- 京急油壺マリンパーク - 2021年9月30日閉館。
- 京急自動車学校（横浜市港南区） - 2025年4月1日付で株式会社エムアールエスコンサルタントに株式譲渡